# Florestan Fernandes Júnior
Florestan Fernandes Júnior (São Paulo, 1953) é um jornalista brasileiro. Filho do renomado sociólogo Florestan Fernandes (1920-1995), passou pelas principais redações e emissoras do país.
Florestan Fernandes Júnior se formou em jornalismo em 1977. Foi repórter impresso da Folha de S.Paulo e do Jornal da Tarde e também televisivo, na TV Globo, TV Cultura e TV Manchete. Foi comentarista político do Jornal da Manchete e do Jornal da Gazeta, e apresentou o Jornal da Cultura, o Opinião Nacional, a edição da tarde do Jornal da Manchete e, de 1999 a 2005, o Primeira Edição e o Jornal da TV!. Nos anos 2000, após sair da RedeTV!, Florestan figura na lista de celebridades que não podem ser citadas ou mencionadas pela emissora.
Durante dois anos, foi debatedor convidado, na TVE Brasil, do Observatório da Imprensa. Ao lado da jornalista Salete Lemos, apresentou o Jornal da Tarde da Rádio Eldorado e, nas rádios Nova FM e Musical, o programa Estilo de vida com Florestan Fernandes. Em 2003, passou a conduzir o programa Diálogo Brasil, programa de grande repercussão em emissoras na rede pública de televisão.
Em 2016, assumiu o comando do programa de entrevistas Palavras Cruzadas no lugar de Paulo Markun.
De 2008 a 2017, foi gerente executivo de jornalismo da TV Brasil e âncora do Repórter Brasil.
Em 2018 passou a trabalhar na Rede Minas onde comanda o programa de entrevistas Voz Ativa além de colaborar com a versão brasileira on-line do jornal El País.
Em 1997, Florestan Fernandes Júnior recebeu o Prêmio Simón Bolivar de Jornalismo, pelo documentário Cuba: turismo de saúde.
Integra o conselho editorial do Brasil 247, tendo assumido seu comando editorial em fevereiro de 2023.

## Filmografia
| Ano     | Nome                     | Função       | Emissora      |
| ------- | ------------------------ | ------------ | ------------- |
| 1983-87 | SPTV                     | Repórter     | TV Globo      |
| 1988-90 | São Paulo em Manchete    | Repórter     | Rede Manchete |
| 1990-92 | São Paulo em Manchete    | Apresentador | Rede Manchete |
| 1993-95 | Jornal da Cultura        | Apresentador | TV Cultura    |
| 1995-97 | Opinião Nacional         | Apresentador | TV Cultura    |
| 1997-99 | Edição da Tarde          | Apresentador | Rede Manchete |
| 1999-01 | RTV!                     | Apresentador | Rede TV!      |
| 2001-05 | Leitura Dinâmica         | Apresentador | Rede TV!      |
| 2005-07 | Observatório da Imprensa | Apresentador | TVE Brasil    |
| 2008-13 | Repórter Brasil          | Apresentador | TV Brasil     |
| 2018    | Voz Ativa                | Apresentador | Rede Minas    |

## Publicações
- Coleção Histórias do Poder, 100 anos de Política no Brasil (2000), com Alberto Dines e Nelma Salomão, Editora 34.